# My Girl (film)
My Girl is een Amerikaanse dramedyfilm uit 1991 van Howard Zieff en Laurice Elehwany, met Anna Chlumsky en Macaulay Culkin – die destijds 10 resp. 11 jaar oud waren – in de hoofdrollen.

## Verhaal
Het verhaal speelt in Madison, Pennsylvania, in de zomer van 1972. Vada Sultenfuss, een meisje van 11 jaar, is alleen met haar vader Harry Sultenfuss en haar demente grootmoeder. Vada's moeder is overleden tijdens Vada's geboorte en Vada geeft zichzelf daarvan de schuld. Omdat Vada's vader begrafenisondernemer is, zijn er voortdurend lijken in huis. Op een dag sluit Vada zichzelf per ongeluk op in de kelder (als ze met een bal aan het spelen is), waar net een lijk ligt opgebaard. Als ze wordt bevrijd, is ze helemaal in paniek en overstuur.
Vada wordt steeds hypochondrischer. In haar obsessie met de dood gaat ze bijna iedere dag met een andere vermeende dodelijke ziekte naar de dokter. Ook beeldt ze zich in dat er een kippebotje in haar keel vastzit. Vada heeft geen vriendinnen van haar eigen leeftijd. Ze is wel bevriend met het impopulaire jongetje Thomas J. Sennet dat "allergisch" is voor alles. Hierdoor wordt ze zelf ook gepest door de andere leerlingen op school. Vada en Thomas kussen elkaar, niet omdat ze echt verliefd zijn maar omdat ze nieuwsgierig zijn hoe volwassenen dit ervaren. Ondertussen is Vada wel verliefd op haar leraar, Mr. Bixler. Voor hem wil ze gedichten gaan schrijven en daarom gaat ze op een schrijfcursus.
Als Vada's vader de vlotte make-upartieste Shelly DeVoto in dienst neemt en verliefd op haar wordt, ziet Vada dit in eerste instantie helemaal niet zitten. Wanneer Harry en Shelly op een avond samen gaan bingoën, slaagt Vada er samen met Thomas in dit ongezien te verstoren. Gaandeweg verbetert Vada's relatie met Shelly echter. Als Vada voor het eerst menstrueert, legt Shelly haar uit hoe het zit. Vada's oom Phil, die regelmatig komt helpen, merkt op dat Harry voor het eerst sinds de dood van Vada's moeder weer echt vrolijk is nu hij Shelly kent.
Als Vada en Thomas op een dag samen in het bos zijn, gooien ze een bijennest om. In hun haast om weg te komen verliest Vada haar stemmingsring. Later gaat Thomas in zijn eentje opnieuw het bos in om de ring te zoeken. Hij vindt de ring, maar dan komen de bijen massaal op hem af en steken hem dood; hij leed aan een bijenallergie.
De eerste dagen na Thomas' dood sluit Vada zich op in haar kamer en wil helemaal niemand zien. Als haar vader haar uit oogpunt van zijn werk heel routinematig komt melden dat de begrafenis van Thomas gaat beginnen, wijst Shelly hem erop dat hij zijn dochter veel te weinig persoonlijke aandacht geeft en alleen maar aan zijn werk denkt. Vanaf dan verbetert Vada's relatie met haar vader en met anderen in haar naaste omgeving. Vada sluit een nieuwe vriendschap met haar klasgenootje Judy en accepteert Shelly als stiefmoeder. Op haar laatste dag bij de schrijfclub leest ze een rouwgedicht voor dat ze voor Thomas heeft geschreven.

## Rolverdeling
| Acteur              | Personage         | Opmerkingen |
| ------------------- | ----------------- | ----------- |
| Anna Chlumsky       | Vada Sultenfuss   | Hoofdrol    |
| Macaulay Culkin     | Thomas J. Sennett | Hoofdrol    |
| Dan Aykroyd         | Harry Sultenfuss  | Hoofdrol    |
| Jamie Lee Curtis    | Shelly Devoto     | Hoofdrol    |
| Griffin Dunne       | Mr. Jake Bixler   | Bijrol      |
| Richard Masur       | Phil Sultenfuss   | Bijrol      |
| Ann Nelson          | Oma Sultenfuss    | Bijrol      |
| Anthony R. Jones    | Arthur            | Bijrol      |
| Peter Michael Goetz | Dr. Welty         | Bijrol      |
| Tom Villard         | Justin            | Bijrol      |
| Lara Steinick       | Ronda             | Bijrol      |
| Glenda Chism        | Mrs. Sennett      | Bijrol      |
| Nancy L. Chlumsky   | Jackie            | Bijrol      |
| Cassi Abel          | Judy              | Bijrol      |

## Muziek
In de film zijn diverse bekende nummers uit de jaren 60 en 70 te horen, waaronder Wedding Bell Blues (van The 5th Dimension), Good Lovin' (van The Rascals), Saturday in the Park (van Chicago) en If you don't know me by now (van Harold Melvin & the Blue Notes). Tijdens een scène op een kermis is Bad Moon Rising (van Creedence Clearwater Revival) te horen. De hoofdpersonen zingen zelf The Name Game (van Shirley Ellis) en Witch Doctor (van Ross Bagdasarian). Het nummer My Girl (van The Temptations) is gebruikt als titelsong.

## Sequel
In 1994 kwam er een vervolg, My Girl 2, eveneens van Columbia Pictures.
Een aantal jaar lang bestonden er plannen voor een derde deel. Aykroyd had hiervoor al een scenario klaarliggen. Chlumsky zag er echter niets in, waardoor deze film er uiteindelijk niet is gekomen.